# Панкин, Дмитрий Владимирович
Дмитрий Владимирович Панкин (род. 6 октября 1957, Ленинград) — российский государственный деятель и финансист. Заместитель министра финансов РФ (2008—2011, 2013). Руководитель Федеральной службы по финансовым рынкам (2011—2013). Председатель правления Евразийского банка развития (2015—2017). Президент Черноморского банка торговли и развития (2018—2022).

## Биография
Родился 6 октября 1957 года в Ленинграде. В 1981 году окончил Ленинградский государственный университет им. А. А. Жданова по специальности «политическая экономия». В том же году начал преподавать в Ленинградском сельскохозяйственном институте, где проработал до августа 1989 года. Одновременно в 1984—1987 годах обучался в аспирантуре ЛГУ. В 1987 году защитил диссертацию на тему «Внутренний государственный долг в системе ГМК» и получил учёную степень кандидата экономических наук. 
С 1989 года являлся старшим преподавателем Ленинградского государственного института театра, музыки и кинематографии имени Н. К. Черкасова.
В 1990 году пришел в исполком Ленсовета на должность начальника отдела Комитета по экономической реформе.
С декабря 1991 года занимал должность начальника отдела Международного центра социально-экономических исследований («Леонтьевский центр») мэрии Санкт-Петербурга.
С 1992 года занимал должность заместителя председателя Финансового комитета, с июля 1994 года — заместителя председателя Комитета экономики и финансов мэрии Санкт-Петербурга.
В декабре 1994 года возглавил Санкт-Петербургский банк реконструкции и развития.
В 1999 году перешёл на работу в РАО «ЕЭС России» на должность начальника департамента.
В августе 2000 года вернулся в Санкт-Петербургский банк реконструкции и развития и вновь занял пост председателя правления банка. Возглавлял банк до июня 2003 года.
В июне 2004 года был назначен заместителем директора Департамента международных финансовых отношений, государственного долга и государственных финансовых активов Министерства финансов. В ноябре 2005 года возглавил этот департамент.
В январе 2008 года назначен заместителем министра финансов Алексея Кудрина. Таким образом, стал пятым заместителем Кудрина: незадолго до этого назначения Председатель правительства Виктор Зубков подписал по этому поводу специальное постановление правительства. В нём указывалось, «что чиновник в этой должности будет координировать вопросы и обеспечивать руководство и организацию работы по выработке государственной политики и нормативно-правовому регулированию в сфере госдолга, управления государственными финансовыми активами и средствами Стабфонда, а также решение общих вопросов международной деятельности Минфина». На этом посту Панкин должен был заменить своего непосредственного руководителя — Сергей Сторчак был арестован в ноябре 2007 года по подозрению в финансовых махинациях, однако формально сохранял свою должность в Минфине.
После отставки Владимира Миловидова с должности главы Федеральной службы по финансовым рынкам РФ (ФСФР), министерство финансов выдвинуло на этот пост кандидатуру Панкина, и он был утверждён в этой должности 11 апреля 2011 года. 1 сентября 2013 года ФСФР была ликвидирована, а её функции переданы в Службу Банка России по финансовым рынкам, Дмитрий Панкин в ЦБ при этом не перешёл.
В сентябре 2013 года назначен заместителем министра финансов РФ.
Председатель правления Евразийского банка развития (ЕАБР) (18 февраля 2015 — 30 ноября 2017).
Президент Черноморского банка торговли и развития (ЧБТР) (16 июля 2018 — 16 июля 2022).
Действительный государственный советник Российской Федерации 1 класса.

## Награды
- Орден Дружбы (14 марта 2011 года)[9].
- Медаль ордена «За заслуги перед Отечеством» II степени (23 марта 2007 года)[10].
- Медаль «За вклад в развитие Евразийского экономического союза» (29 мая 2019 года, Высший совет Евразийского экономического союза)[11].

## Семья
Дочь — Елена Архангельская. С 2009 года работала в московском отделении «Deutsche Bank». В 2011 году перевелась в лондонское отделение «Deutsche Bank». Как выяснили «Ведомости», Елена Архангельская могла быть одной из «родственников российских чиновников», за приём которых на работу оштрафовали «Deutsche Bank».